# 몰타 국제공항

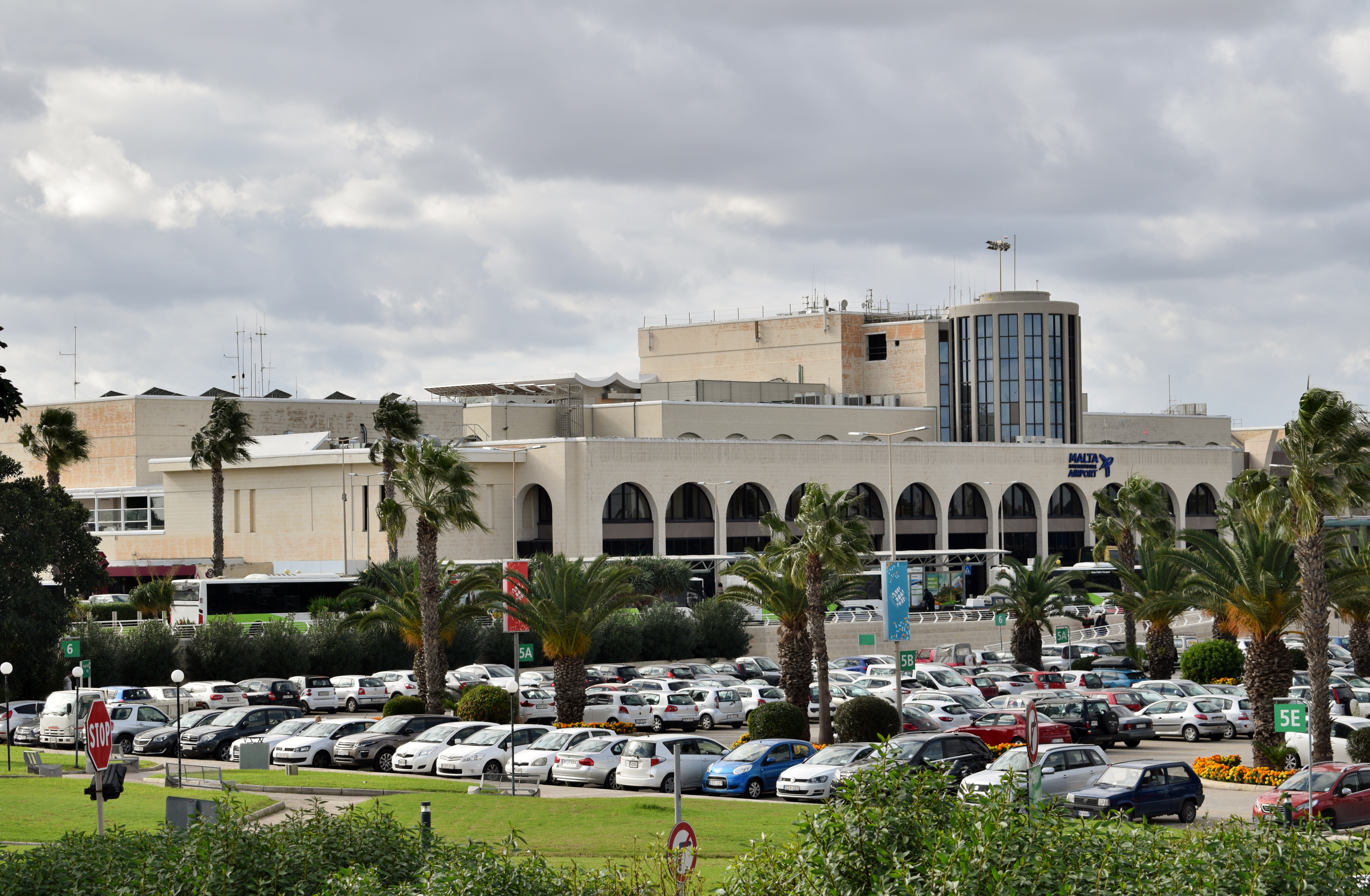

몰타 국제공항(Malta International Airport, 몰타어: Ajruport Internazzjonali ta' Malta, IATA: MLA, ICAO: LMML)은 몰타의 유일한 공항이며 몰타 제도 전체를 관할한다.
몰타의 수도 발레타에서 남서쪽 몰타섬에 위치해 있다. 이 공항은 몰타 국제공항 plc(Malta International Airport plc)에 의해 운영된다.